# Norwegische Volleyballnationalmannschaft der Frauen
Die norwegische Volleyballnationalmannschaft der Frauen ist eine Auswahl der besten norwegischen Spielerinnen, die den Norges Volleyballforbund bei internationalen Turnieren und Länderspielen repräsentiert.

## Geschichte

### Weltmeisterschaften
Norwegen konnte sich bisher noch nie für eine Volleyball-Weltmeisterschaft qualifizieren. Bei der Qualifikation zur WM 2018 gewann die Mannschaft nur ein Spiel.

### Olympische Spiele
Norwegen nahm noch nie an einem olympischen Volleyballturnier teil.

### Europameisterschaften
An einer Europameisterschaft war Norwegen bisher nicht beteiligt. In der Qualifikation für die EM 2017 unterlag die Mannschaft in der ersten Runde.

### World Cup
Am Volleyball World Cup war Norwegen bisher nicht beteiligt.

### World Grand Prix
Auch der Volleyball World Grand Prix fand bisher ohne Norwegen statt.

### Europaliga
Norwegen nahm noch nie an der Europaliga teil.